# تقريب (طب)
التقريب حركة تتمّ على المستوى الجبهي (تطلق صفة الجبهي للمستويات وتطلق صفة الأمامي للخطّ والنّقطة ...)، تُقرِّب الطّرف من محور الجسم (نستعملها مثلا للتّصفيق أو الاحتضان).